# Володарський Едуард Якович
Едуа́рд Я́кович Волода́рський (рос. Володарский Эдуард Яковлевич; 3 лютого 1941, Харків — 8 жовтня 2012, Москва) — радянський і російський кіносценарист, прозаїк, драматург. Заслужений діяч мистецтв РРФСР.

## Біографія
Народився 3 лютого 1941 року в Харкові. У 1947 році переїхав до Москви.
У 1968 році закінчив ВГІК. Дебютував сценаріями короткометражних фільмів «Шосте літо» і «Повернення». Перший сценарій повнометражного фільму — «Білий вибух» (1970, разом з С. Говорухіним).
У 1987 році спільно з кінодраматургами В. Черних і В. Фридом створив на кіностудії «Мосфільм» студію «Слово», з 1998 року — головний редактор цієї студії.
Помер 8 жовтня 2012 року. Похований на Ваганьковському цвинтарі Москви.

## Нагороди і почесні звання
- Орден «За заслуги перед Вітчизною» 4-го ступеня (18.10.2011, за великий внесок у розвиток вітчизняниго кінематографічного мистецтва та багаторічну творчу діяльність)[2].
- Орден Пошани (15.04.2002, за багаторічну плідну діяльність в галузі культури і мистецтва, великий внесок у зміцнення дружби і співпраці між народами)[3].
- Заслужений діяч мистецтв РРФСР (09.06.1987).
- Лауреат Державної премії СРСР (1988, за фільм «Перевірка на дорогах»).
- Лауреат Державної премії РРФСР імені братів Васильєвих (1987, за сценарій фільму «Мій друг Іван Лапшин»).